# Coppa del Mondo di salto con gli sci 1981
La Coppa del Mondo di salto con gli sci 1981, seconda edizione della manifestazione organizzata dalla Federazione Internazionale Sci, ebbe inizio il 30 dicembre 1980 a Oberstdorf, in Germania Ovest (la prima tappa, in programma il 21 dicembre 1980 a Cortina d'Ampezzo, in Italia, fu annullata) e si concluse il 22 marzo 1981 a Planica, in Jugoslavia. Furono disputate 24 delle 28 gare previste, tutte maschili, in 21 differenti località: 8 su trampolino normale, 14 su trampolino lungo e 2 su trampolino per il volo. Nel corso della stagione si tennero a Oberstdorf i Campionati mondiali di volo con gli sci 1981, non validi ai fini della Coppa del Mondo, il cui calendario non contemplò comunque interruzioni.
L'austriaco Armin Kogler si aggiudicò la coppa di cristallo, il trofeo assegnato al vincitore della classifica generale, mentre il suo connazionale Hubert Neuper vinse il Torneo dei quattro trampolini, le cui prove erano ritenute valide anche ai fini della classifica di Coppa. Non vennero stilate classifiche di specialità; Neuper era il detentore uscente di entrambi i trofei.

## Risultati
| Data                          | Località               | Nazione        | Trampolino                | Spec. | Primo             | Secondo            | Terzo           |
| ----------------------------- | ---------------------- | -------------- | ------------------------- | ----- | ----------------- | ------------------ | --------------- |
| 21 dicembre 1980              | Cortina d'Ampezzo      | Italia         | Italia K92                | NH    | annullata         | annullata          | annullata       |
| Torneo dei quattro trampolini |                        |                |                           |       |                   |                    |                 |
| 30 dicembre 1980              | Oberstdorf             | Germania Ovest | Schattenberg K115         | LH    | Hubert Neuper     | Jari Puikkonen     | Roger Ruud      |
| 1º gennaio 1981               | Garmisch-Partenkirchen | Germania Ovest | Große Olympiaschanze K107 | LH    | Horst Bulau       | Per Bergerud       | Armin Kogler    |
| 4 gennaio 1981                | Innsbruck              | Austria        | Bergisel K106             | LH    | Jari Puikkonen    | Hubert Neuper      | Armin Kogler    |
| 6 gennaio 1981                | Bischofshofen          | Austria        | Paul Ausserleitner K106   | LH    | Armin Kogler      | Hubert Neuper      | Per Bergerud    |
| 10 gennaio 1981               | Harrachov              | Cecoslovacchia | Čerťák K120               | LH    | Roger Ruud        | Armin Kogler       | Per Bergerud    |
| 11 gennaio 1981               | Liberec                | Cecoslovacchia | Ještěd K88                | NH    | Roger Ruud        | Hans Wallner       | Pëtr Sunin      |
| 17 gennaio 1981               | Zakopane               | Polonia        | Średnia Krokiew K82       | NH    | annullata         | annullata          | annullata       |
| 18 gennaio 1981               | Zakopane               | Polonia        | Wielka Krokiew K115       | LH    | annullata         | annullata          | annullata       |
| 21 gennaio 1981               | Sankt Moritz           | Svizzera       | Olympiaschanze K94        | NH    | Hubert Neuper     | Roger Ruud         | Armin Kogler    |
| 23 gennaio 1981               | Gstaad                 | Svizzera       | Mattenschanze K88         | NH    | Johan Sætre       | Armin Kogler       | Roger Ruud      |
| 25 gennaio 1981               | Engelberg              | Svizzera       | Gross-Titlis-Schanze K116 | LH    | Per Bergerud      | Armin Kogler       | Pentti Kokkonen |
| 13 febbraio 1981              | Ironwood               | Stati Uniti    | Copper Peak K180          | FH    | Alois Lipburger   | Andreas Felder     | John Broman     |
| 14 febbraio 1981              | Ironwood               | Stati Uniti    | Copper Peak K180          | FH    | Alois Lipburger   | Andreas Felder     | Fritz Koch      |
| 14 febbraio 1981              | Sapporo                | Giappone       | Ōkurayama K110            | LH    | Armin Kogler      | Ole Bremseth       | Hubert Neuper   |
| 15 febbraio 1981              | Ironwood               | Stati Uniti    | Copper Peak K180          | FH    | annullata         | annullata          | annullata       |
| 15 febbraio 1981              | Sapporo                | Giappone       | Ōkurayama K110            | LH    | Hans Wallner      | Ole Bremseth       | Armin Kogler    |
| 21 febbraio 1981              | Thunder Bay            | Canada         | Big Thunder K89           | NH    | Primož Ulaga      | Johan Sætre        | Steve Collins   |
| 22 febbraio 1981              | Thunder Bay            | Canada         | Big Thunder K120          | LH    | John Broman       | Ivar Mobekk        | Andreas Felder  |
| 26 febbraio 1981              | Chamonix               | Francia        | Le Mont K95               | NH    | Roger Ruud        | Jon Eilert Bøgseth | Ernst Vettori   |
| 28 febbraio 1981              | Saint-Nizier           | Francia        | Dauphine K112             | LH    | Roger Ruud        | Ivar Mobekk        | Ernst Vettori   |
| 6 marzo 1981                  | Lahti                  | Finlandia      | Salpausselkä K88          | NH    | Jari Puikkonen    | Horst Bulau        | Pentti Kokkonen |
| 7 marzo 1981                  | Lahti                  | Finlandia      | Salpausselkä K113         | LH    | Jari Puikkonen    | Matti Nykänen      | Horst Bulau     |
| 10 marzo 1981                 | Falun                  | Svezia         | Lugnet K89                | NH    | Armin Kogler      | Horst Bulau        | Johan Sætre     |
| 15 marzo 1981                 | Oslo                   | Norvegia       | Holmenkollen K105         | LH    | Roger Ruud        | Horst Bulau        | Johan Sætre     |
| 10 marzo 1981                 | Bærum                  | Norvegia       | Skui K105                 | LH    | Horst Bulau       | Armin Kogler       | Roger Ruud      |
| 21 marzo 1981                 | Planica                | Jugoslavia     | Srednija K92              | NH    | Jari Puikkonen    | Horst Bulau        | Axel Zitzmann   |
| 22 marzo 1981                 | Planica                | Jugoslavia     | Bloudkova velikanka K120  | LH    | Dag Holmen-Jensen | Armin Kogler       | Alfred Groyer   |

Legenda:

NH = trampolino normale

LH = trampolino lungo

FH = volo con gli sci

## Classifiche

### Generale
| Pos. | Nome            | Nazione   | Punti |
| ---- | --------------- | --------- | ----- |
| 1    | Armin Kogler    | Austria   | 205   |
| 2    | Roger Ruud      | Norvegia  | 201   |
| 3    | Horst Bulau     | Canada    | 179   |
| 4    | Hubert Neuper   | Austria   | 166   |
| 5    | Jari Puikkonen  | Finlandia | 162   |
| 6    | Johan Sætre     | Norvegia  | 142   |
| 7    | Hans Wallner    | Austria   | 127   |
| 8    | Per Bergerud    | Norvegia  | 124   |
| 9    | Ivar Mobekk     | Norvegia  | 91    |
| 10   | Pentti Kokkonen | Finlandia | 90    |

### Torneo dei quattro trampolini
| Pos. | Nome           | Nazione   | Punti |
| ---- | -------------- | --------- | ----- |
| 1    | Hubert Neuper  | Austria   | 931   |
| 2    | Armin Kogler   | Austria   | 927   |
| 3    | Jari Puikkonen | Finlandia | 893   |
| 4    | Roger Ruud     | Norvegia  | 891   |
| 5    | Per Bergerud   | Norvegia  | 887   |

### Nazioni
| Pos. | Nazione     | Punti |
| ---- | ----------- | ----- |
| 1    | Austria     | 983   |
| 2    | Norvegia    | 976   |
| 3    | Finlandia   | 412   |
| 4    | Canada      | 254   |
| 5    | Stati Uniti | 120   |